# Galvestonklasse
Origineel gebouwd als Clevelandklasse lichte kruisers (CL) voor de United States Navy in de Tweede Wereldoorlog, werden drie schepen in 1957 omgebouwd tot Galvestonklasse kruisers met geleide wapens (CLG) en uitgerust met de Talos langeafstandsgrond-luchtraketsysteem. Gedurende de twee jaar durende ombouw werd de achterste opbouw compleet vervangen en werden alle kanonnen op het achterdek verwijderd om plaats te maken voor de dubbelrails Talon lanceerder en een magazijn voor 46 raketten. Drie grote masten werden eveneens geïnstalleerd om de variëteit aan radars, raketgeleiders en communicatiesystemen te huizen. Little Rock en Oklahoma City werden tegelijk omgebouwd tot vlootvlaggenschip, wat inhield dat de twee voorwaartse 5 inch dubbelloops kanonnen en een van de drieloops 6 inch koepels dienden te verdwijnen en vervangen werden door een vergrote opbouw. Galveston, in de niet-vlaggenschip configuratie, behield wel de Clevelandklasse standaard voorwaartse wapens: drie dubbelloops 5 inch en twee drieloops 6 inch koepels.
Alle drie de schepen werden in de reservevloot geplaatst tussen 1970 en 1979, waar ze vervolgens ook uit de Naval Vessel Register geschrapt werden.

## Schepen
- Galveston (CLG-3)
- Little Rock (CLG-4)
- Oklahoma City (CLG-5)